# Collegio elettorale di Civitanova Marche (Senato della Repubblica)
Il collegio di Civitanova Marche fu un collegio elettorale uninominale della Repubblica Italiana appartenente alla Circoscrizione Marche; fu utilizzato per eleggere un senatore della Repubblica nella XII, XIII e XIV legislatura.
Venne istituito nel 1993 con la cosiddetta Legge Mattarella (Legge n. 276, Norme per l'elezione del Senato della Repubblica), attuata in seguito al referendum abrogativo del 1993. La legge istituì per la Camera dei deputati e per il Senato della Repubblica un sistema di elezione misto, in parte maggioritario e in parte proporzionale. Il 75% dei parlamentari dell'assemblea veniva eletto in collegi uninominali tramite sistema maggioritario a turno unico; il restante 25% al Senato veniva eletto tramite recupero proporzionale dei più votati non eletti attraverso un meccanismo di calcolo denominato scorporo, cioè sottraendo dal conteggio dei voti totali di una lista nella parte proporzionale i voti ottenuti dai candidati collegati alla medesima lista che erano eletti nei collegi uninominali con il sistema maggioritario.
Il collegio venne abolito insieme a tutti gli altri che costituivano il Senato con la promulgazione della legge elettorale successiva, la cosiddetta Legge Calderoli. Questa prevedeva un sistema proporzionale con premio di maggioranza, che al Senato veniva attribuito a livello regionale.

## Territorio
Il collegio di Civitanova Marche era uno dei 6 collegi uninominali in cui erano suddivise le Marche; come previsto dal D.Lgs. del 20 dicembre 1993 n. 535, comprendeva i seguenti comuni: Civitanova Marche, Falerone, Fermo, Francavilla d'Ete, Loreto, Massa Fermana, Montappone, Monte San Giusto, Monte San Pietrangeli, Monte Urano, Monte Vidon Corrado, Montecosaro, Montegiorgio, Montegranaro, Montelupone, Morrovalle, Porto Recanati, Porto San Giorgio, Porto Sant'Elpidio, Potenza Picena, Rapagnano, Recanati, Sant'Elpidio a Mare, Servigliano e Torre San Patrizio.

## Eletti
| Elezione | Elezione | Senatore         | Partito                 |
| -------- | -------- | ---------------- | ----------------------- |
|          | 1994     | Maurizio Pieroni | Progressisti (FdV)      |
|          | 1996     | Maurizio Pieroni | L'Ulivo (FdV)           |
|          | 2001     | Luciano Magnalbò | Casa delle Libertà (AN) |

## Dati elettorali

### XII legislatura
|                               | Maurizio Pieroni ✔️ Eletto | Progressisti       | 55 286  | 39,07 |  |  |  |  |  |
|                               | Alighiero Nuciari          | Polo delle Libertà | 31 217  | 22,06 |  |  |  |  |  |
|                               | Franca Fiumani in Vorbeni  | Alleanza Nazionale | 28 499  | 20,14 |  |  |  |  |  |
|                               | Antonio Perugini           | Patto per l'Italia | 26 505  | 18,73 |  |  |  |  |  |
| Totale                        | Totale                     | Totale             | 141 507 | 100   |  |  |  |  |  |
|                               |                            |                    |         |       |  |  |  |  |  |
| Voti non validi               | Voti non validi            | Voti non validi    | 19 102  | 11,89 |  |  |  |  |  |
| Votanti                       | Votanti                    | Votanti            | 160 609 | 89,10 |  |  |  |  |  |
| Elettori                      | Elettori                   | Elettori           | 180 256 |       |  |  |  |  |  |
|                               |                            |                    |         |       |  |  |  |  |  |
| Data: 27-28 marzo 1994        |                            |                    |         |       |  |  |  |  |  |
| Fonte: Ministero dell'interno |                            |                    |         |       |  |  |  |  |  |

### XIII legislatura
|                               | Maurizio Pieroni ✔️ Eletto | L'Ulivo             | 74 125  | 51,11 |  |  |  |  |  |
|                               | Luciano Magnalbò ✔️ Eletto | Polo per le Libertà | 66 508  | 45,86 |  |  |  |  |  |
|                               | Tirabassi Vincenzo         | Lega Nord           | 4 394   | 3,03  |  |  |  |  |  |
| Totale                        | Totale                     | Totale              | 145 027 | 100   |  |  |  |  |  |
|                               |                            |                     |         |       |  |  |  |  |  |
| Voti non validi               | Voti non validi            | Voti non validi     | 13 280  | 8,39  |  |  |  |  |  |
| Votanti                       | Votanti                    | Votanti             | 158 307 | 86,09 |  |  |  |  |  |
| Elettori                      | Elettori                   | Elettori            | 183 893 |       |  |  |  |  |  |
|                               |                            |                     |         |       |  |  |  |  |  |
| Data: 21 aprile 1996          |                            |                     |         |       |  |  |  |  |  |
| Fonte: Ministero dell'interno |                            |                     |         |       |  |  |  |  |  |

### XIV legislatura
|                               | Luciano Magnalbò ✔️ Eletto   | Casa delle Libertà                   | 66 150  | 43,37 |  |  |  |  |  |
|                               | Stefano Bastianoni ✔️ Eletto | L'Ulivo                              | 64 410  | 42,22 |  |  |  |  |  |
|                               | Giulio Simoni                | Partito della Rifondazione Comunista | 8 209   | 5,38  |  |  |  |  |  |
|                               | Abdulghani Makki             | Lista Di Pietro                      | 4 723   | 3,10  |  |  |  |  |  |
|                               | Antonio Iacopini             | Fiamma Tricolore                     | 3 742   | 2,45  |  |  |  |  |  |
|                               | Mario Santoni                | Democrazia Europea                   | 2 888   | 1,89  |  |  |  |  |  |
|                               | Marcello Dichiara            | Lista Pannella-Bonino                | 2 419   | 1,59  |  |  |  |  |  |
| Totale                        | Totale                       | Totale                               | 152 541 | 100   |  |  |  |  |  |
|                               |                              |                                      |         |       |  |  |  |  |  |
| Voti non validi               | Voti non validi              | Voti non validi                      | 7 920   | 4,94  |  |  |  |  |  |
| Votanti                       | Votanti                      | Votanti                              | 160 461 | 84,88 |  |  |  |  |  |
| Elettori                      | Elettori                     | Elettori                             | 189 053 |       |  |  |  |  |  |
|                               |                              |                                      |         |       |  |  |  |  |  |
| Data: 13 maggio 2001          |                              |                                      |         |       |  |  |  |  |  |
| Fonte: Ministero dell'interno |                              |                                      |         |       |  |  |  |  |  |